# Єроминська сільська рада
Єроминська сільрада (біл. Яромінскі сельсавет) — адміністративна одиниця на території Гомельського району Гомельської області Білорусі. 

## Склад
Яроминська сільська рада охоплює 4 населених пункти:
- Вишенський — селище;
- Єромине — агромістечко;
- Климовський — селище;
- Костюковка — село.

Скасовані населені пункти на території сільської ради:
- Бардіне — селище.